# Феофил (Татарский)
Архиепископ Феофил (в миру Федор Татарский; 21 января 1767, слобода Двуречная, Купянский уезд, Курская губерния — 14 (26) ноября 1830) — епископ Русской православной церкви, архиепископ Екатеринославский, Херсонский и Таврический.

## Биография
Родился 21 января 1767 года в слободе Двуречной Купянского уезда Курской губернии в семье священника.
Образование получил в Харьковском коллегиуме.
16 ноября 1789 года по окончании курса определен священником в село Люботино Валковского округа. Скоро остался вдовым и бездетным.
В 1794 году против своей воли определён в Харьковский Покровский училищный монастырь проповедником. Курский архиепископ Феоктист (Мочульский), привлекавший в монашество достойных лиц, обратил внимание на священника Феодора Татарского, которого хотел бы видеть иеромонахом Покровского училищного монастыря и проповедником семинарии, но отец Феодор отказался от монашества из-за кончины родителей.
В 1798 году определён священником в драгунский Елазенаповский полк.
В 1800 году перешёл в Ревельский мушкетёрский полк и назначен благочинным по Лифляндской инспекции.
23 мая 1801 года Принял монашество в Александро-Невской лавре.
С 24 июля 1801 года — игумен Корельского Николаевского монастыря.
С 12 марта 1804 года — архимандрит Архангельского монастыря.
С июня 1806 года — архимандрит Сийского Антониева монастыря.
С 31 января 1810 года — архимандрит Вяжицкого Николаевского монастыря.
С 3 июля 1813 года — архимандрит Черниговского Елецкого Успенского монастыря и ректор Черниговской духовной семинарии.
Занимался историей Черниговского Елецкого Успенского монастыря.
С 28 августа 1818 года — настоятель Московского Донского монастыря.
Был преподавателем в духовно-учебных заведениях: 11 лет учителем поэзии, а затем философии в Харьковском коллегиуме; учителем богословия, префектом и ректором Архангельской духовной семинарии; ректором Новгородского уездного училища. Кроме того, во всех перечисленных местах был катехизатором и присутствующим духовной консистории, членом Московской Синодальной конторы.
23 марта 1819 года хиротонисан в Москве во епископа Оренбургского и Уфимского. 25 мая 1819 года прибыл в Уфу.
В 1820 году при епископе Феофиле был открыт Комитет Библейского общества.
С 19 мая 1823 года — епископ Екатеринославский, Херсонский и Таврический.
6 апреля 1824 года награждён орденом Святой Анны 1-й степени.
22 августа 1826 года возведён в сан архиепископа.
Архиепископ Феофил при сильном уме и холеричности темперамента, в распоряжениях и действиях был решителен и требователен, в приёмах и резолюциях часто резок, в словесных приказах и замечаниях раздражителен и запальчив; он был враг канцелярской волокиты и всегда торопил делопроизводство дел, особенно по постройке церквей; при нём в церквах заведены были братские кружки и приходорасходные тетради, назначены цензоры проповедей, открыты попечительство о бедных, комитет библейского общества, классы татарского языка, Мариупольские уездное и приходское училища и прочее.
Погубило его пристрастие к горячительным напиткам и даже к лихоимству, о чем было доложено государю; известны были и ссоры его с гражданским губернатором, доходившие до личной расправы.
15 октября 1827 года, по прошению, уволен на покой в Харьковский Куряжский монастырь.
Скончался 14 ноября 1830 года. Погребен в Харьковском кафедральном Покровском соборе.